# پریلیا

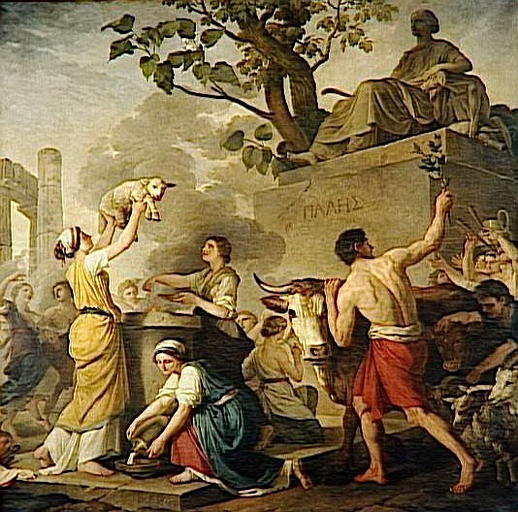
تجسم مجدد جشنواره پالس اثر ژوزف-بنویت سوویFesta di Pales, o L'estate (1783)،

پریلیا (انگلیسی: Parilia) یکی از جشن‌های رومی با شخصیت روستایی است که هر ساله در ۲۱ آوریل برگزار می‌شد و هدف آن تطهیر گوسفند و چوپان بود. این کار برای قدردانی از خدای رومی پرلیز انجام می‌شد، خدایی با جنسیت نامشخص که حامی شبانان و گوسفندان بود.